# Керівник студії
Керівник студії — це працівник кіностудії або корпорації, що веде бізнес у сфері розваг.
Керівник студії зазвичай використовується для опису особи, яка бере на себе відповідальність за всі інтереси, фінансові чи інші, між кіностудією та продюсерською компанією фільму.
Керівник студії може бути головним виконавчим директором (CEO), фінансовим директором (CFO) або головним операційним директором (COO), або ж обіймати різні посади віце-президента, такі як старший віце-президент з корпоративних зв'язків.
Керівник студії може контролювати виробництво або виконувати роль, ідентичну корпорації, яка не займається індустрією розваг.